# エジケ・ウグボアジャ
エジケ・ウグボアジャ（Ejike Ugboaja、1985年5月28日 - ）は、ナイジェリアのプロバスケットボール選手である。イラン男子バスケットボールリーグスーパーリーグのアザード大学テヘランBC所属。ラゴス州ラゴス出身。ポジションはパワーフォワード。206cm、102kg。